# Inger Säfwenberg
Inger Gertrud Säfwenberg, född 25 mars 1940, död 28 januari 2022, var en svensk TV-producent. Hon var en av programledarna för Sånt är livet.

## Filmografi
- 1980 – Mannen som blev miljonär
- 1981 – Sopor
- 1981 – Göta kanal